# Resolució 580 del Consell de Seguretat de les Nacions Unides
La Resolució 580 del Consell de Seguretat de les Nacions Unides, aprovada per unanimitat el 30 de desembre de 1985, després d'haver escoltat representacions de Lesotho i recordant la Resolució 527 (1982), el Consell va condemnar els últims atacs contra el Regne de Lesotho per part de Sud-àfrica, que van provocar la pèrdua de vides i danys a la propietat el 19 de desembre, en què diversos refugiats sud-africans van ser assassinats a la capital de Lesotho Maseru per la Força de Defensa de Sud-àfrica.
El Consell va exigir a Sud-àfrica que pagués una indemnització a Lesotho, demanant a totes les parts interessades que normalitzessin les seves relacions i que apliquin de manera pacífica els canals de comunicació establerts en matèria de preocupació mútua. Va recordar a Sud-àfrica que complís els seus compromisos per no desestabilitzar els països veïns i començar el procés de desmantellament de l'apartheid.
La resolució va demanar als Estats membres i a les organitzacions internacionals que donessin assistència econòmica a Lesotho a causa del dany causat pels atacs.
Finalment, la resolució va exigir al secretari general de les Nacions Unides establir una presència a Lesotho comprometent-se amb un o dos civils a Maseru per tal de mantenir-lo informat sobre l'evolució. També li va demanar que informés al Consell de Seguretat quan correspongués sobre els esdeveniments a la regió.